# Mid Devon
Mid Devon é um distrito de administração local situado em Devon, Inglaterra. O seu conselho tem a sua sede em Tiverton.
O distrito foi criado em 1 de Abril de 1974, sob a Lei do Governo Local de 1972, pela fusão do borough de Tiverton e do distrito urbano de Crediton, juntamente com o Distrito Rural de Tiverton e Distrito Rural de Crediton. O seu nome original era Distrito de Tiverton, mas a resolução do conselho distrital em 1978 alterou-o.